# St. Magnus Church

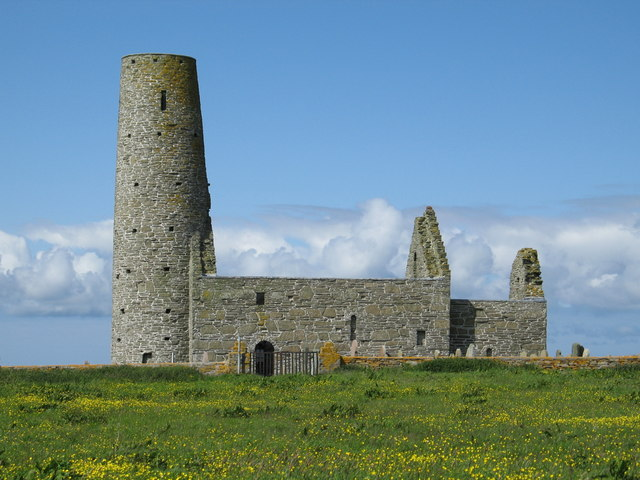
St. Magnus Church

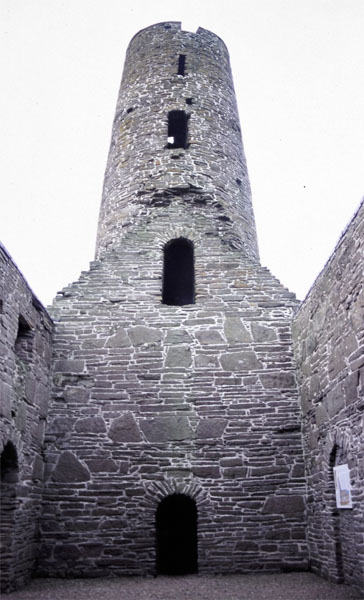
Innenraum

Die St. Magnus Church ist eine Kirchenruine auf der schottischen Orkneyinsel Egilsay. Das Bauwerk ist als Scheduled Monument klassifiziert.

## Geschichte
Spätestens seit dem Jahre 1115 befand sich eine Kirche an diesem Standort. In diesem Jahr wurde Magnus Erlendsson, der zusammen mit Haakon Pállsson den Titel des Earl of Orkney trug, von Haakon vor oder in dieser Kirche ermordet und galt infolge der Umstände fortan als Märtyrer. Magnus, nach dem auch die St.-Magnus-Kathedrale in Kirkwall benannt ist, wurde 1136 heiliggesprochen. Die St. Magnus Church auf Egilsay wurde wahrscheinlich nach diesem Jahr erbaut, stammt jedoch noch aus dem 12. Jahrhundert. Sie wurde noch bis Mitte des 19. Jahrhunderts genutzt und ist heute nur noch als Ruine erhalten.

## Beschreibung
Die Kirche befindet sich nahe der Nordwestküste von Egilsay inmitten eines umgebenden Friedhofs. Sie besteht aus einem 19,2 m × 6,6 m messende Langhaus mit einem giebelseitig angrenzenden runden Turm. Das Mauerwerk aus Bruchstein ist in voller Höhe erhalten. Im Westen liegen sich traufseitig zwei Türöffnungen mit Rundbögen gegenüber. Die Giebel sind als Staffelgiebel gearbeitet. Der Turm weist einen Durchmesser von 2,45 m auf und verjüngt sich auf etwa zwei Meter. Er ist heute bis zu einer Höhe von 15 m erhalten, maß jedoch wahrscheinlich einst 19 m.